# 宮地仲枝
宮地 仲枝（みやじ なかえ、明和5年（1768年） - 天保12年3月13日（1841年5月3日））は、日本の儒学者。国学者。通称は荘蔵。号は水溪。

## 人物・略歴
宮地春樹の長男として生まれた。谷真潮に学び、博識を知られ武芸を嗜み和歌も好んだ。たびたび江戸に行っては諸家に学び、学識を深めた。また塙保己一に就学し群書類従の編集を助けた。
後に山奉行を任し藩政に参加したが、文政年間に罪を咎められ禄を剥奪、城北久万村に屏居した。

## 主な著書
- 「御当家年代略記」（山内家年代記とも呼ばれる。）
- 「彝寛公遺事」
- 「宮地家日記」（父・春樹、祖父・介助（静軒）の宮地家三代をなしている。）

## 参考資料
- 『高知県人名事典』高知市民図書館、1970年。

| スタブアイコン | サブスタブ | この項目は、まだ閲覧者の調べものの参照としては役立たない、人物に関連した書きかけの項目です。この項目を加筆・訂正などしてくださる協力者を求めています（P:人物伝/PJ:人物伝）。 |